# .38 스페셜

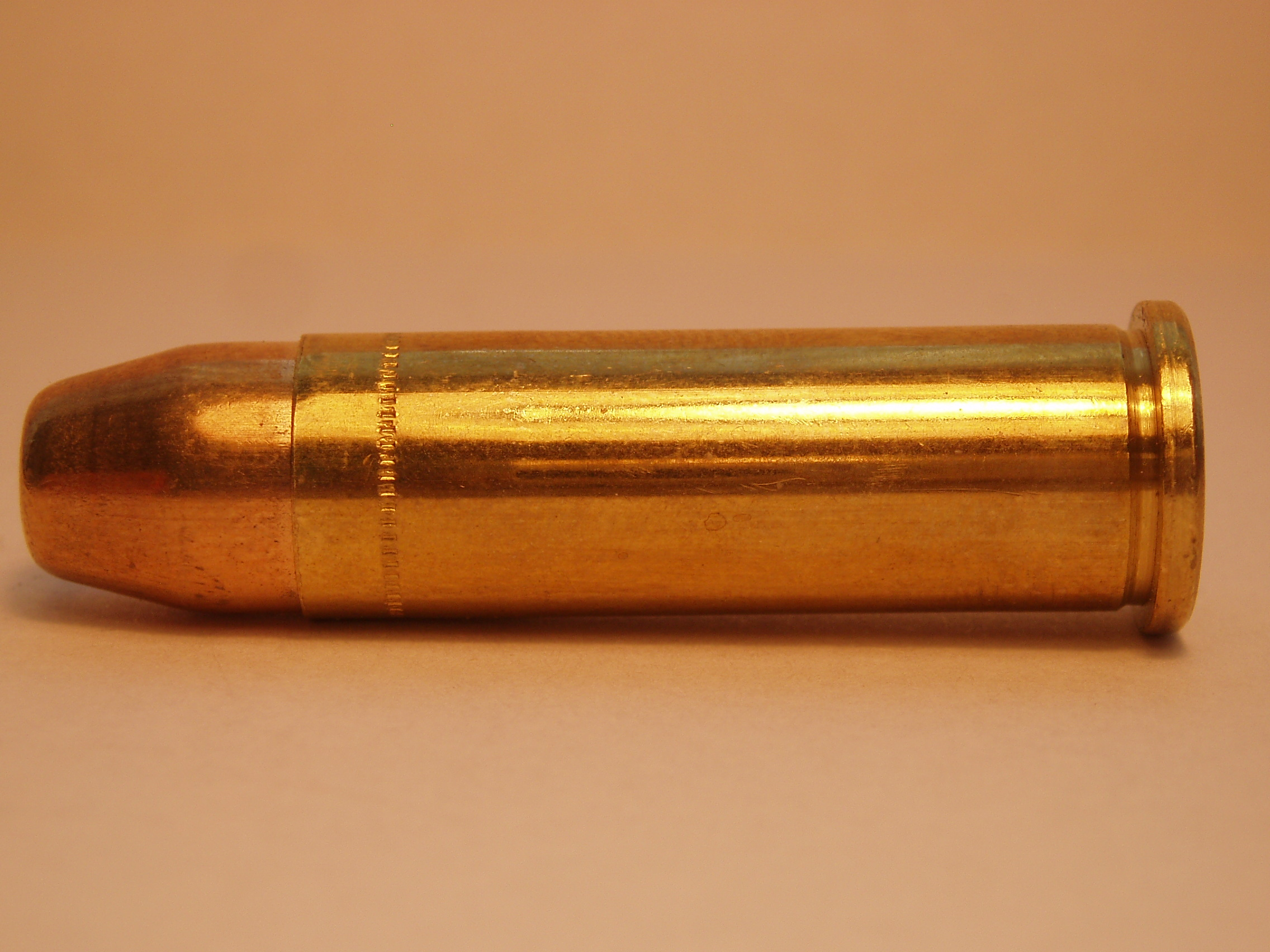

.38 스페셜(.38 Special)은 일반적으로 .38 S&W 스페셜(.38 S&W과 혼동 주의), .38 스미스 & 웨슨 스페셜, .38 Spl, .38 Spc("서티 에이트 스페셜"로 발음) 또는 9×29mmR로도 알려져 있으며, 스미스 & 웨슨이 설계한 림 방식의 센터파이어 탄약통이다.
.38 스페셜은 1920년대부터 1990년대까지 미국 경찰서 대부분의 표준 서비스 탄약통이었다. 또한 제1차 세계 대전, 제2차 세계 대전, 6.25 전쟁, 베트남 전쟁에서 미군이 사용했던 흔한 보조 무기 탄약통이기도 했다. 전 세계 다른 지역에서는 미터법 명칭인 9×29.5mmR 또는 9.1×29mmR로 알려져 있다.
정확성과 제어 가능한 반동으로 알려진 .38 스페셜은 출시된 지 1세기가 넘었음에도 불구하고 전 세계에서 가장 인기 있는 리볼버 탄약통 중 하나로 남아 있다. 레크리에이션 사격, 공식 사격 대회, 개인 방어 및 소형 사냥에 사용된다.

## 개요
.38 스페셜은 1898년에 설계 및 생산되었는데, 필리핀-미국 전쟁 중 모로족 전사들의 돌격에 대해 저지능이 부적절하다고 밝혀진 군용 서비스 탄약통인 .38 롱 콜트를 개선한 것이다. 도입 당시 .38 스페셜은 원래 흑색 화약으로 장전되었지만, 이 탄약통의 인기로 인해 제조업체들은 도입 1년 이내에 무연 화약 장전 방식도 제공하게 되었다.
이름과는 달리 .38 스페셜 탄약통의 구경은 실제로는 .357 인치(36 구경/9.07 mm)이며, ".38"은 장전된 황동 케이스의 대략적인 직경을 나타낸다. 이것은 원래 38 구경 탄약통인 .38 쇼트 콜트가 약 0.374-인치 (9.5 mm) 직경의 테이퍼가 없는 원통형 격발실을 가진 개조된 .36 구경 캡앤볼 네이비 리볼버에 사용하도록 설계되었기 때문에 발생했으며, 이로 인해 힐드 불릿이 필요했는데, 노출된 부분이 탄약통 케이스와 동일한 직경이었다.
케이스 길이를 제외하고 .38 스페셜은 .38 쇼트 콜트, .38 롱 콜트, 그리고 .357 매그넘과 동일하다. 세 탄약의 이러한 거의 동일한 특성 때문에 .38 스페셜 탄약은 .357 매그넘용으로 약실이 마련된 리볼버에서 안전하게 발사할 수 있다. 또한 .38 쇼트 콜트와 .38 롱 콜트 탄약도 .38 스페셜용으로 약실이 마련된 리볼버에서 안전하게 발사할 수 있다. 따라서 .38 스페셜 탄약과 이를 위해 약실이 마련된 리볼버는 독특한 다용성을 가지고 있다. 그러나 더 길고 강력한 .357 매그넘 탄약은 일반적으로 .38 스페셜용으로 특별히 평가된 무기(예: 스미스 & 웨슨 모델 10의 모든 버전)에서는 장전 및 발사되지 않는데, 이는 매그넘 탄약의 크게 증가된 압력을 위해 설계되지 않았기 때문이다. .38 스페셜과 .357 매그넘 모두 콜트 뉴 아미 리볼버의 .38 롱 콜트 약실에 들어갈 수 있는데, 이는 직선형 벽 약실 때문이지만, 뉴 아미가 견디도록 설계된 압력의 최대 세 배에 달하는 위험한 압력 수준으로 인해 어떤 경우에도 그렇게 해서는 안 된다.

## 역사
.38 스페셜은 스페인-미국 전쟁 당시 필리핀에서 정부가 사용하던 .38 롱 콜트보다 더 높은 속도와 더 나은 관통력을 가진 탄환으로 1898년에 설계 및 생산되었다. .38 롱 콜트 리볼버 탄환은 반란군 필리핀 모로 전사들의 방패를 관통하지 못했고, 정부는 스미스 & 웨슨과 새로운 리볼버 탄환을 계약했다. .38 스페셜은 최소 21 그레인의 흑색 화약을 포함했는데, 이는 당시의 .38 롱 콜트보다 3 그레인 더 많았고, 총구 속도(158 그레인 탄환 기준)는 초당 100~150 피트 더 빨랐다.
1920년대 후반, 탄약통의 보다 효과적인 법 집행 버전에 대한 요구에 부응하여 웨스턴 카트리지 컴퍼니는 .38 스페셜의 새로운 표준 속도 장전 방식을 개발했다. 200 그레인 (13 g)의 둥근 코 납 '루발로이' 탄환을 포함하는 이 .38 스페셜 변형은 .38 슈퍼 폴리스로 명명되었다. 레밍턴-피터스도 유사한 장전 방식을 도입했다. 테스트 결과, 저속으로 발사된 더 길고 무거운 200-그레인 (13 g) .357 구경 탄환은 충격 시 '키홀링' 또는 회전하는 경향이 있어 보호받지 않는 인원에 대해 더 큰 충격 효과를 제공하는 것으로 나타났다. 동시에, 기존의 .455 서비스 탄약통을 대체하기 위해 .38 구경 리볼버를 채택하기로 결정했던 영국 당국도 더 작은 .38 S&W 탄약통에 동일한 200-그레인 (13.0 g) 탄환을 시험했다. 이 탄약통은 .38 S&W 슈퍼 폴리스 또는 38/200이라고 불렸다. 영국은 나중에 38/200을 표준 군용 권총 탄약통으로 채택했다.

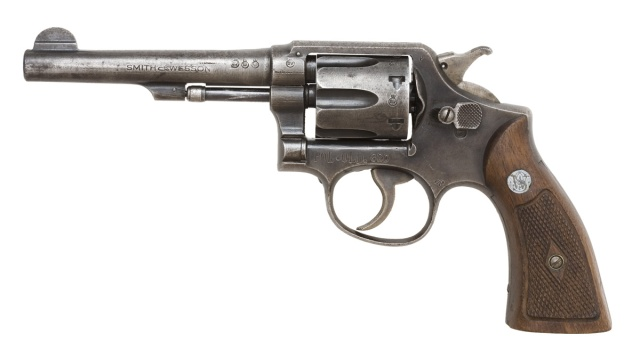
1899년에 생산된 .38 스페셜 스미스 & 웨슨 M&P

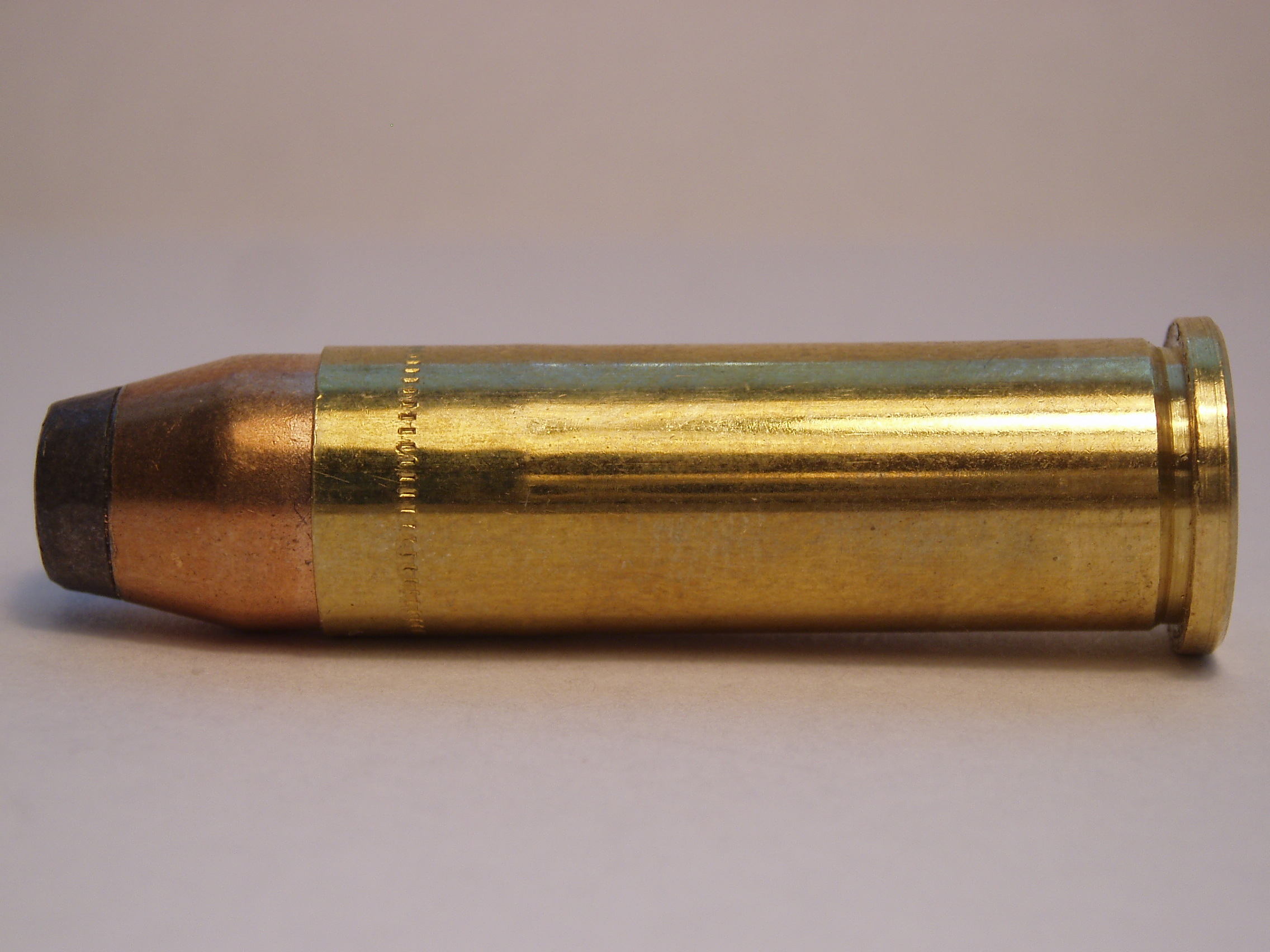
.38 스페셜 재킷 소프트 포인트 탄환

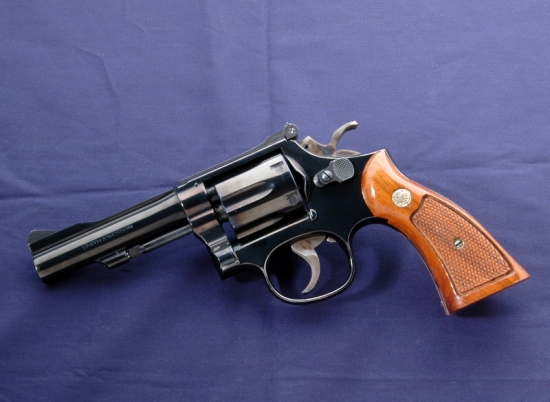
공군 발행 .38 스페셜 스미스 & 웨슨 모델 15-4

1930년, 스미스 & 웨슨은 경찰용으로 5인치 총열과 고정 조준경을 갖춘 대형 프레임 38 스페셜 리볼버인 스미스 & 웨슨 38/44 헤비 듀티를 도입했다. 이듬해, 법 집행 기관의 차량 및 방탄복을 관통할 수 있는 권총 탄환에 대한 요청에 부응하여, 금속 팁 탄환 158-그레인 (10.2 g)을 특징으로 하는 .38 스페셜 고속 장전 방식이 이 리볼버용으로 개발되었다. 같은 해 콜트 파이어암스는 그들의 콜트 오피셜 폴리스 또한 '고속' .38 스페셜 장전 방식을 다룰 수 있다고 발표했다. 38/44 고속 탄약통은 코팅된 납 또는 강철 재킷, 금속 관통 탄환과 함께 158 그레인 (10.2 g), 150 그레인 (9.7 g), 110 그레인 (7.1 g)의 세 가지 탄환 중량을 가졌다. 38/44 및 그 탄약에 대한 언론의 관심은 결국 스미스 & 웨슨이 1934년에 더 긴 케이스 길이를 가진 완전히 새로운 탄약통을 개발하게 만들었다. 이것이 .357 매그넘이다.
제2차 세계 대전 중 일부 미군 항공 승무원(주로 해군 및 해병대)은 비상 착륙 시 사용하기 위한 보조 무기로 .38 스페셜 S&W 빅토리 리볼버를 지급받았다. 1943년 5월, 스프링필드 조병창에서 헤이그 협약 요구 사항을 충족하는 158-그레인 (10.2 g) 완전 강철 재킷, 구리 플래시 코팅 탄환이 장착된 새로운 .38 스페셜 탄약통이 개발되어 스미스 & 웨슨 리볼버용으로 채택되었다. 새로운 군용 .38 스페셜 장전 방식은 4-인치 (100 mm) 리볼버 총열에서 표준 850 ft/s (260 m/s)의 속도로 158 그레인 (10.2 g) 탄환을 추진했다. 전쟁 중 많은 미군 해군 및 해병대 항공 승무원도 비상 신호용으로 120 or 158 gr (7.8 or 10.2 g) 탄환을 사용하는 빨간색 팁 .38 스페셜 예광탄을 지급받았다.
1956년, 미 공군은 헤이그 협약 규칙을 준수하도록 설계된 .38 스페셜 탄약통의 군용 변형인 Cartridge, Caliber 38, Ball M41을 채택했다. 원래의 38 M41 볼 탄약통은 130그레인 완전 금속 재킷 탄환을 사용했으며, 평균 13,000 파운드 매 제곱인치 (90 MPa)의 압력으로 장전되어 4-인치 (100 mm) 총열에서 약 725 ft/s (221 m/s)의 총구 속도를 제공했다. 이 탄약은 표준 38 스페셜 탄약으로 발사될 때 응력 골절에 취약했던 알루미늄 실린더 및 프레임이 장착된 S&W M12 및 콜트 에어크루맨 리볼버의 수명을 연장하기 위한 것이었다.
1961년까지, 38 스페셜 구경 권총을 사용하는 미군을 위해 Cartridge, Caliber 38 Ball, Special, M41로 알려진 약간 수정된 M41 38 탄약통 사양이 채택되었다. 새로운 M41 스페셜 탄약통은 130그레인 FMJ 탄환을 사용했으며, 단단한 6-인치 (150 mm) 테스트 총열에서 약 950 ft/s (290 m/s)의 속도와 4-인치 (100 mm) 리볼버 총열에서 약 750 ft/s (230 m/s)의 속도를 위해 최대 허용 압력 16,000 파운드 매 제곱인치 (110 MPa)으로 장전되었다. M41 볼 탄약통은 처음에는 USAF 항공 승무원과 전략 공군 보안 경찰이 휴대하는 .38 스페셜 리볼버에 사용되었고, 1961년까지 미군에서 보안 경찰, 군견 조련사 및 38 스페셜 구경 리볼버를 장비한 기타 인원에 의해 사용되었다. 반포인트, 비재킷 납 탄환을 사용한 표준 M41 탄약통의 변형은 나중에 CONUS(미국 본토) 경찰 및 보안 인력용으로 채택되었다. 동시에, .38 스페셜 예광탄은 미 해군, 해병대 및 공군에 의해 다시 도입되어 추락한 항공 승무원이 비상 신호를 보낼 수 있는 수단을 제공했다. .38 스페셜 구경의 다양한 색깔의 예광탄은 일반적으로 표준 항공 승무원 생존 조끼 키트의 일부로 발행되었다.
항공 경찰 및 보안 요원이 사용할 더 강력한 .38 스페셜 탄약에 대한 요청은 Caliber 38 Special, Ball, PGU-12/B High Velocity 탄약통으로 이어졌다. 미 공군에서만 발행된 PGU-12/B는 최대 허용 압력 등급이 20,000 psi로 크게 증가했으며, 단단한 6-인치 (150 mm) 테스트 총열에서 130그레인 FMJ 탄환을 1,125 ft/s (343 m/s)의 속도로, 그리고 4-인치 (100 mm) 리볼버 총열에서 약 950–1,000 ft/s의 속도로 추진하기에 충분했다. PGU-12/B 고속 탄약통은 M41 스페셜 탄약과 두 가지 중요한 면에서 다르다. PGU-12/B는 훨씬 더 높은 압력의 탄약통이며, 탄환이 탄약통 케이스에 깊이 박혀 있고 크림프되어 있다.
1950년대와 1960년대에 수많은 무장 대치 상황에서 표준 .38 스페셜 158그레인 탄약통이 공격자를 제지하는 데 효과적이지 못하다는 지속적인 불만에 대응하여, 탄약 제조업체들은 38 스페셜 +P(+P 또는 +P+ 표시는 탄약통이 더 높은 압력을 사용하며, 따라서 과압 탄약임을 나타낸다)로 알려진 .38 스페셜 탄약통의 고압(18,500 CUP) 장전 방식을 실험하기 시작했다. 1972년, 연방수사국은 "FBI 로드"로 알려지게 된 새로운 .38 스페셜 +P 장전 방식을 도입했다. FBI 로드는 더 강력한 화약 장전 방식과 법 집행 기관에서 일반적으로 사용되는 리볼버에서 얻을 수 있는 일반적인 .38 스페셜 속도에서 쉽게 팽창하도록 설계된 158그레인 비재킷 소프트 납 세미와드커터 할로우포인트 탄환을 결합했다. FBI 로드는 2~4인치 총열 리볼버를 사용하여 수많은 문서화된 총격전에서 적을 효과적으로 제지하는 데 매우 만족스러운 것으로 입증되었다. FBI 로드는 나중에 시카고 경찰국 및 수많은 다른 법 집행 기관에서 채택되었다.
법 집행 기관을 위한 훨씬 더 뛰어난 성능의 .38 스페셜 탄약통에 대한 수요는 페더럴과 윈체스터가 처음 도입한 +P+ .38 스페셜 탄약통의 도입으로 이어졌다. 원래 "법 집행 전용"이라는 레이블이 붙어 있었던 +P+ 탄약은 더 강력한 .38 스페셜 및 .357 매그넘 리볼버용으로 고안되었는데, 압력 수준이 증가하면 저압 .38 스페셜 장전 방식용으로 평가된 총기의 마모가 가속화되고 상당한 손상을 입을 수 있기 때문이다(모든 .38 스페셜 장전 방식과 마찬가지로, .38 스페셜 +P+도 .357 매그넘 리볼버에서 안전하게 발사할 수 있다).

## 성능

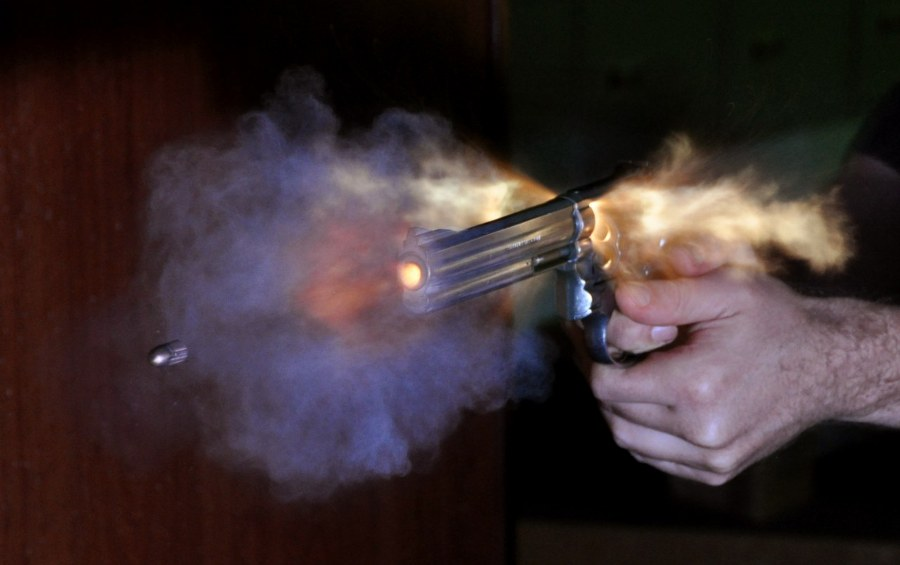
에어 갭 플래시로 촬영된 스미스 & 웨슨 686에서 발사되는 .38 스페셜 탄환

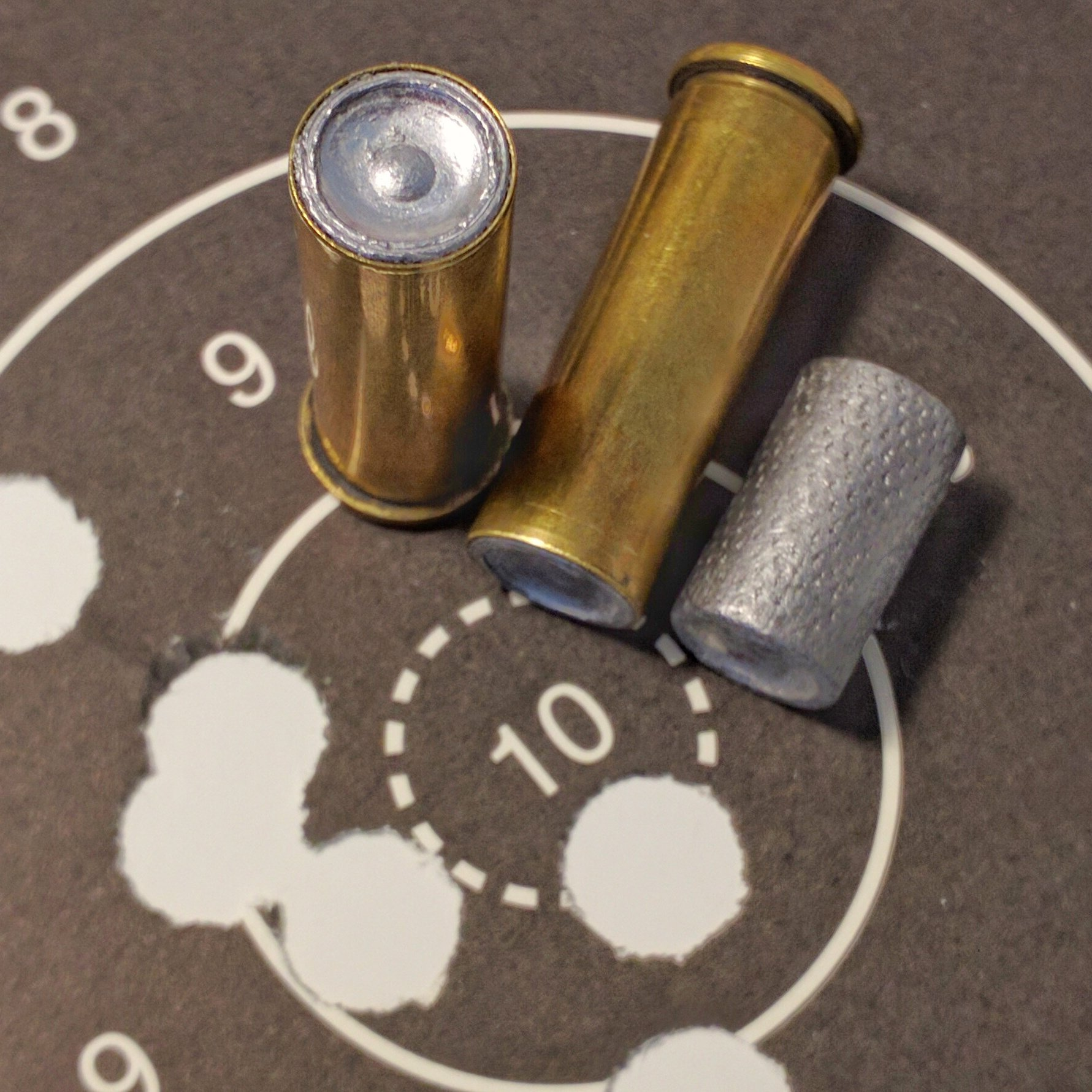
.38 스페셜 와드커터 장전 탄약통과 사격 표적에 사용되는 할로우 베이스 와드커터 탄환

흑색 화약의 유산으로 인해 .38 스페셜은 현대에 일반적으로 사용되는 가장 낮은 압력 탄약통 중 하나인 17,000 psi의 저압 탄약통이다. 현대적 기준으로 보면 .38 스페셜은 중간 크기의 탄환을 상당히 낮은 속도로 발사한다. 표적 장전의 경우, 148 gr (9.6 g) 탄환은 겨우 690 ft/s (210 m/s)로 추진된다. 가장 유사한 비교 대상으로는 대부분의 .38 스페셜 장전 방식보다 훨씬 가벼운 탄환을 약간 더 빠르게 발사하는 .380 ACP와, 다소 가벼운 탄환을 훨씬 더 빠르게 발사하는 9mm 파라벨룸, 그리고 비슷한 탄환을 상당히 더 빠르게 발사하는 .38 슈퍼가 있다. 이 모든 탄약통은 일반적으로 반자동 피스톨에서 발견된다.
20,000 psi의 고압 .38 스페셜 +P 장전 방식은 표준 압력 장전 방식보다 약 20% 더 많은 총구 에너지를 제공하며, 이는 .380 ACP와 9mm 파라벨룸 사이에 위치한다. 이는 9×18mm 마카로프와 유사하다. 일부 특수 제조업체의 이 탄약통에 대한 +P 장전 방식은 특히 더 긴 총열에서 발사될 때 9mm 파라벨룸 범위의 에너지를 생성하여 훨씬 더 높은 에너지를 얻을 수 있다. 이러한 장전 방식은 구형 리볼버나 "+P" 등급이 아닌 리볼버에는 일반적으로 권장되지 않는다.
| 탄약통                  | 탄환 중량       | 총구 속도            | 총구 에너지        | 최대 압력  |
| ----------------------- | --------------- | -------------------- | ------------------ | ---------- |
| .38 쇼트 콜트           | 135 gr (8.7 g)  | 777 ft/s (237 m/s)   | 181 ft•lbf (245 J) | 7,500 CUP  |
| .38 롱 콜트             | 150 gr (9.7 g)  | 777 ft/s (237 m/s)   | 201 ft•lbf (273 J) | 12,000 CUP |
| .38 S&W                 | 145 gr (9.4 g)  | 650 ft/s (200 m/s)   | 136 ft•lbf (279 J) | 14,500 psi |
| .38 S&W 스페셜 와드커터 | 148 gr (9.6 g)  | 690 ft/s (210 m/s)   | 156 ft•lbf (212 J) | 17,500 psi |
| .38 S&W 스페셜          | 158 gr (10.2 g) | 940 ft/s (290 m/s)   | 310 ft•lbf (420 J) | 17,000 psi |
| .38 스페셜 슈퍼 폴리스  | 200 gr (13 g)   | 671 ft/s (205 m/s)   | 200 ft•lbf (271 J) | 17,500 psi |
| .38 스페셜 +P           | 158 gr (10.2 g) | 910 ft/s (280 m/s)   | 351 ft•lbf (476 J) | 18,500 psi |
| .38 스페셜 +P+          | 110 gr (7.1 g)  | 1,100 ft/s (340 m/s) | 295 ft•lbf (400 J) | 22,000 psi |
| 380 ACP                 | 100 gr (6.5 g)  | 895 ft/s (273 m/s)   | 178 ft•lbf (241 J) | 21,500 psi |
| 9mm 파라벨룸            | 115 gr (7.5 g)  | 1,300 ft/s (400 m/s) | 420 ft•lbf (570 J) | 35,000 psi |
| 9mm 파라벨룸            | 124 gr (8.0 g)  | 1,180 ft/s (360 m/s) | 383 ft•lbf (520 J) | 35,000 psi |
| 9×18mm 마카로프         | 95 gr (6.2 g)   | 1,050 ft/s (320 m/s) | 231 ft•lbf (313 J) | 23,500 psi |
| .38 슈퍼                | 130 gr (8.4 g)  | 1,275 ft/s (389 m/s) | 468 ft•lbf (634 J) | 36,500 psi |
| .357 매그넘             | 158 gr (10.2 g) | 1,349 ft/s (411 m/s) | 639 ft•lbf (866 J) | 35,000 psi |
| .357 SIG                | 125 gr (8.1 g)  | 1,450 ft/s (440 m/s) | 584 ft•lbf (792 J) | 40,000 psi |

위의 38 장전 방식 및 .357 매그넘에 대한 모든 사양은 6-인치 (150 mm) 총열 리볼버에서 발사했을 때 적용된다. 4-인치 (100 mm) 총열 총기를 사용할 경우 속도가 감소한다. 물론 위력(총구 에너지)도 그에 따라 감소할 것이다.
현재는 소수의 미국 경찰서만이 .38 스페셜 리볼버를 표준 근무용 무기로 지급하거나 사용을 승인하고 있지만, 이 구경은 비번 또는 비밀 경찰 수사 시 휴대하는 짧은 총열 리볼버로 일부 경찰관들에게 여전히 인기가 있다. 또한 민간인의 자택 방어 또는 은닉 휴대용으로 구매되는 리볼버에도 널리 사용된다.

## 같이 보기
- 권총 탄약 목록
- 림형 탄약 목록
- 스미스 & 웨슨 보디가드
- 스미스 & 웨슨 모델 52
- 권총 및 소총 탄약 목록